# بريت إكرستروم
بريت إكرستروم (مواليد 28 مايو 1993) هي لاعب كرة قدم أمريكية تلعب كحارس مرمى لبورتلاند ثورنس إف سي من الرابطة الوطنية لكرة القدم النسائية (NWSL). و سبق لها أن لعبت مع وسترن نيويورك فلاش .

## مسيرتها المهنية

### وسترن نيويورك فلاش
تمت صياغة اكرستروم في الجولة الثالثة من مسودة كلية نوسل لعام 2016 بواسطة وسترن نيويورك فلاش .

### بورتلاند شوكز
في 8 مارس 2017 ، تم إرسال اكرستروم إلى بورتلاند ثورنز في مشروع كلية نوسل 2018 .

#### نيوكاسل جيتس
في أكتوبر 2017 ، تم إقراض اكرستروم لنادي نيوكاسل جيتس الأسترالي لموسم 2017-2018 في الدوري الممتاز ، مع زملائها الأمريكيين كاتي ستينجل وتوري هوستر وارين جيليلاند .
عادت اكرستورم إلى جيتس في أكتوبر 2018 قبل موسم 2018-2019 .

## روابط خارجية
- ملف لاعبة كرة القدم الأمريكية
- بورتلاند ثورنس، بيانات اللاعبة
- السيرة الذاتية، ولاية بنسلفانيا